# Bratske (huyện)
Huyện Bratske (tiếng Ukraina: Братський район, chuyển tự: Bratskes’kyi raion) là một huyện của tỉnh Mykolaiv thuộc Ukraina. Huyện Bratske có diện tích 1129 kilômét vuông, dân số theo điều tra dân số ngày 5 tháng 12 năm 2001 là 21226 người với mật độ 19 người/km2. Trung tâm huyện nằm ở Bratske.